# Дом Монюшко
Дом Моню́шко (также дом Френкеля) — историческое здание XVIII века в Минске, памятник архитектуры и истории (номер 711Е000001). Расположен по адресу: Интернациональная улица, дом 21 (также улица Энгельса, дом 3).

## История
Дом впервые обозначен на плане 1797 года. В конце XVIII века участок с домом принадлежал помещикам Ратынским, которые в 1810 году продали его минскому городскому голове Николаю Гайдукевичу. По его заказу в 1819 году дом перестроен и стал трёхэтажным (по другим данным, третий этаж надстроен лишь в начале XX века). Большая часть помещений в обновлённом доме была жилой, на первом этаже были магазины. Композитор Станислав Монюшко жил в этом доме с 1830 по 1831 гг. В 1855 году наследники Гайдукевича продали дом помещику Михаилу Карказевичу. В доме находился книжный и нотный магазин, принадлежавший Александру Валицкому, первому биографу Монюшко. Во второй половине XIX века к дому пристроен двухэтажный корпус вдоль Волоцкой (ныне Интернациональной) улицы. В конце XIX века домами владели Моисей Заблудовский и Леон Френкель. Френкелям дом принадлежал до 1920 года. В советский период дом использовался под жильё.

## Архитектура
Кирпичное трёхэтажное здание построено в стиле классицизма. В плане здание имеет Г-образную форму, композиция фасада несимметричная. Оконные проёмы имеют простую прямоугольную форму. Окна второго этажа снабжены простыми наличниками и сандриками. Со стороны Интернациональной улицы здание имеет два балкона. Со двора стены поддерживают три массивных контрфорса.